# Siarhiej Słabczanka
Siarhiej Iwanawicz Słabczanka (biał. Сяргей Іванавіч Слабчанка, ros. Сергей Иванович Слабченко, Siergiej Iwanowicz Słabczenko; ur. 24 października 1957) – białoruski polityk, w latach 1990–1995 deputowany do Rady Najwyższej Białoruskiej SRR/Rady Najwyższej Republiki Białorusi XII kadencji; członek Opozycji BNF – frakcji parlamentarnej partii Białoruski Front Ludowy (Biełaruski Narodny Front) – o charakterze antykomunistycznym i niepodległościowym; w latach 1990–1993 odpowiedzialny za wprowadzenie pierwszej białoruskiej waluty.

## Życiorys
Urodził się 24 października 1957 roku. Ukończył Homelski Uniwersytet Państwowy i Białoruski Uniwersytet Państwowy w Mińsku. W 1990 roku został deputowanym ludowym do Rady Najwyższej Białoruskiej SRR z Baranowickiego-Październikowego Okręgu Wyborczego Nr 111 w obwodzie brzeskim. Wchodził w skład Komisji Rady Najwyższej ds. Prawodawstwa i Komisji Rady Najwyższej ds. Ochrony Zdrowia, Kultury Fizycznej i Opieki Społecznej.
Brał udział w opracowaniu i przyjęciu Deklaracji o Państwowej Suwerenności Białorusi, przygotowaniu projektów ustaw na nadzwyczajnej sesji Rady Najwyższej 24–25 sierpnia 1991 roku, w czasie której ogłoszono niepodległość Białorusi.
Był współautorem Koncepcji przejścia Białoruskiej SRR na gospodarkę rynkową (jesień 1990 roku) i szeregu projektów ustaw. 27 grudnia 1990 roku został mianowany przez premiera Wiaczasłaua Kiebicza na stanowisko Naczelnika Głównego Urzędu ds. Wyrobu Znaków Państwowych przy Radzie Ministrów Białoruskiej SRR (zdaniem Siarhieja Nawumczyka stanowisko to otrzymał z rekomendacji Opozycji BNF, natomiast zdaniem Zianona Pazniaka zaproponował mu je sam Kiebicz). Na stanowisku tym organizował tworzenie pierwszych białoruskich pieniędzy. Mimo pracy w rządzie, nadal głosował zgodnie z polityką Opozycji BNF i podpisywał się pod jej dokumentami. 22 lutego 1993 roku został zdymisjonowany przez premiera.
Obecnie Siarhiej Słabczanka zamieszkuje poza granicami Białorusi.

## Literatura
- Narodnyja deputaty Respubliki Biełaruś. Dwanaccataje sklinannie. Mińsk: 1992. (biał.). Brak numerów stron w książce